# Lygrus sudrei
Lygrus sudrei là một loài bọ cánh cứng trong họ Cerambycidae.